# Перехват річковий
Перехват річковий — геоморфологічне явище, яке полягає у тому, що річка з нижче розташованої річкової системи (з нижчим базисом ерозії) перехоплює річку з іншої річкової системи.
Перехоплення стаються з трьох причин:
1. тектонічна (підняття чи опускання ділянок земної поверхні),
2. природні перегородження (зсув ґрунту, рух льодовика),
3. ерозія (регресивна, меандрова, карстова).

Морфологічні ознаки, що свідчать про річкові перехоплення:
1. крутий вигин або поворот річки не зумовлений геологічною причиною; спостерігається на рівнинах,
2. на продовженні вниз за течією попереднього напряму перехопленої верхньої ділянки річки зазвичай простежується суха улоговина, що позбавлена течії ділянкою долини,
3. у випадку недавнього перехоплення на його місці виникає ділянка різкого падіння тальвегу.
4. річка відхилена від свого початкового напряму, іноді тече у бік, протилежний загальному ухилу поверхні в глибоко врізаній долині, що за всіма зовнішніми ознаками зовсім недавно вироблена,
5. долина верхів'їв річки часто відрізняється за морфологічними ознаками від нижньої частини, що належить перерхопленій річці.
6. на нижньому відтинку перехопленої річки можна виявити сліди переформування меандрів, що відбулося внаслідок зменшення маси води.

Прикладами річкових перехоплень в Україні є річки Млинівка, Мшанець, верхній Прут.